# Мирович Ганна Іванівна
Войнаро́вська Га́нна Іва́нівна, до шлюбу Миро́вич; роки народження й смерті невідомі) — донька Івана Мировича, дружина Семена Забіли, потім — Андрія Войнаровського, графиня. Від 1709 — на еміграції: у Молдавському князівстві (1709—1714), у Речі Посполитій (1715—1717), у Шведському королівстві (1718—1740). Подальша доля невідома. Мати Станіслава та Кароліни-Елеонори Войнаровських.